# Plaza de la Trinidad (Segovia)
La plaza de la Trinidad es un espacio público de la ciudad española de Segovia.

## Descripción
La plaza compartió el título, que ostenta por la iglesia de la Santísima Trinidad, con una calle, ya desaparecida. El espacio, cercano a la plaza de Guevara, está encerrado por la calle de la Rosa, la de San Quirce y la de Capuchinos Alta. Aparece descrito en Las calles de Segovia (1918) de Mariano Sáez y Romero con las siguientes palabras:

Trinidad (Plazuela de la).—Es espacio corto, más bien ensanchamiento de la calle de este nombre, que hace una rinconada, a la que dan la entrada principal de la iglesia de la Trinidad y la de la capilla del convento de religiosas dominicas.
(Sáez y Romero, 1918b, p. 187)

Sobre la calle, decía Saéz y Romero en la misma obra lo que sigue:

Trinidad.—Desde la plazuela de Guevara se dirige a la calle de Valdeláguila. [...] A esta calle dan las altas paredes del convento de religiosas dominicas que se supone son de construcción romana, casa llamada de Hércules, fortaleza después de Juan Arias de la Hoz, hasta que en 1513 se destinó a esta Comunidad de Santo Domingo. Hay pocas, pero grandes casas con amplios zaguanes, restos de las casas solariegas, con escudos, patios, balconaje de hierro y calle donde es presumible tuvieran lugar refriegas, escaramuzas, desafíos y demás acometidas de los bandos que en aquellos siglos XIV, XV y XVI tantos disturbios y algaradas produjeron en Segovia. Una larga casa con portada y zócalo de piedra y de gran capacidad, está destinada a escuela de párvulos y a oficinas y almacenes del Centro de Consumos.
(Sáez y Romero, 1918a, pp. 186-187)